# Cristian Vasile (istoric)
Mihai Cristian Vasile (n. 2 martie 1976, București, România) este un istoric și politolog român. A studiat cultura, sistemul educațional, ideologia și propaganda în perioada comunistă. A publicat monografii consacrate Bisericii Ortodoxe Române și Bisericii Greco-Catolice. Ca membru în Comisia Prezidențială pentru Analiza Dictaturii Comuniste din România a participat la redactarea Raportului final de condamnare a comunismului.

## Studii
Acesta este licențiat în istorie în cadrul Facultății de Istorie a Universității din București și științe politice în cadrul Facultatății de Științe Politice și Administrative din aceeași universitate. Deține titlul de master în istorie contemporană și de doctor în istorie. În anul 2019 a obținut abilitarea putând îndruma doctoranzi în domeniul Istorie.  

## Activitate
Este cercetător științific la Institutul de Istorie „Nicolae Iorga”, unde activează în cadrul Programului de cercetare „România și Europa în secolul XX“. În 2009 a avut o bursă de cercetare la Woodrow Wilson International Center for Scholars. 
Între 2006 și 2009 a fost consilier în cadrul Departamentului Politic al Administrației Prezidențiale (secretar științific în Comisia Prezidențială pentru Analiza Dictaturii Comuniste din România și coordonator al Comisiei Prezidențiale Consultative pentru Analiza Dictaturii Comuniste din România. A fost director științific al Institutului de Investigare a Crimelor Comunismului și Memoria Exilului Românesc.
Din 2018 este secretar general de redacție al revistei Studii și Materiale de Istorie Contemporană, publicată de Institutul de Istorie „Nicolae Iorga”. În 2020 a devenit redactor sef adjunct al periodicului. Începând din același an a fost cooptat în cadrul Școlii de Studii Avansate a Academiei Române (SCOSAAR), unde predă și conduce doctorate în Istorie (https://iini.ro/Dr%20Cristian%20Vasile.htm Arhivat în 8 august 2024, la Wayback Machine.). Din mai 2023 este membru corespondent al Academiei Austriece de Științe (ÖAW - Österreichische Akademie der Wissenschaften - https://www.oeaw.ac.at/m/vasile-mihai-cristian).   

## Cărți publicate
- Un turn de fildeș în comunism? Institutele umaniste ale Academiei RPR în România lui Gheorghiu-Dej, București, Editura Corint, 2024, 448 p. (ISBN 9786060887393).
- Viața intelectuală și artistică în primul deceniu al regimului Ceaușescu, 1965–1974, București, Editura Humanitas, 282 p. (ISBN: 978-973-50-4703-0).
- Politicile culturale comuniste în timpul regimului Gheorghiu-Dej, București, Editura Humanitas, 2011, 341 p. (ISBN 978-973-50-3324-8). Premiul „Nicolae Bălcescu“ al Academiei Române (acordat în 2013 pentru cartea cea mai reprezentativă din anul 2011).
- Literatura și artele în România comunistă, 1948–1953, București, Editura Humanitas, 2010, 335 p. (ISBN 978-973-50-2773-5).
- Perfectul acrobat. Leonte Răutu, măștile răului (în colaborare cu Vladimir Tismăneanu), București, Editura Humanitas, 2008, 463 p. (ISBN 978-973-50-2238-9).
- Biserica Ortodoxă Română în primul deceniu comunist, București, Editura Curtea Veche, 2005, 291 p. (ISBN 973-669-136-5).
- Între Vatican și Kremlin. Biserica Greco-Catolică în timpul regimului comunist, București, Editura Curtea Veche, 2004, 381p. (ISBN 973-8356-89-X). Ediția a II-a: Între Vatican și Kremlin. Biserica Greco-Catolică în timpul regimului comunist, ed. a II-a, București, Editura Litera, 2023, 400 p. (ISBN 978-630-319-104-1).

## Volume editate
- Artiști și istorici de artă în detenția politică a regimurilor totalitare, vol. 1 (în colaborare cu Cosmin Nasui, Luiza Barcan), Voluntari, Editura Postmodernism Museum, 2023, 208 p. (ISBN: 978-606-94719-8-2).
- Tineri și tineret în România socialistă. Identitate, ideologie și dinamici socio-culturale (coeditor, împreună cu Mioara Anton și Bogdan Cristian Iacob), Târgoviște, Editura Cetatea de Scaun, 2022, 316 pp. ISBN 978-606-537-555-0.
- Centenarul femeilor în arta românească, vol. 3, Artiste uitate din România. Cercetări și studii despre contribuția femeilor la istoria artei românești, Voluntari, Postmodernism Museum, 2021 [2022], pp. 232-250. ISBN 978-606-94719-6-8.
- Centenarul femeilor din arta românească (în colaborare cu Cosmin Nasui et al.), volumul 2, Voluntari, Editura Postmodernism Museum, 2018. ISBN 978-606-94719-0-6.
- Centenarul femeilor din arta românească (în colaborare cu Cosmin Nasui et al.), Editura PostModernism Museum, Voluntari, 2017.
- Naționalism și multiculturalism în cultura vizuală din România (în colaborare cu Cosmin Nasui et al.), Voluntari, Editura PostModernism Museum, 2017, 120 pp. ISBN 978-606-93751-5-0.
- „Ne trebuie oameni!“ Elite intelectuale și transformări istorice în România modernă și contemporană (Târgoviște, Editura Cetatea de Scaun, 2017, 442 pp, (ISBN 978-606-537-385-3).
- Raport final (editor în colaborare cu Vladimir Tismăneanu și Dorin Dobrincu), București, Comisia Prezidențială pentru Analiza Dictaturii Comuniste din România, Editura Humanitas, 2007, 879 p. (ISBN 978-973-50-1836-8).
- Istoria Bisericii Greco-Catolice sub regimul comunist 1945–1989. Documente și mărturii, Iași, Editura Polirom, 2003, 209p. (ISBN 973-681-259-6).

## Articole publicate
- The Institute of Philosophy in Communist Romania Under Gheorghiu-Dej Regime, 1949-65, în „History of Communism in Europe“, no. 9 (2018), pp. 161-186; https://www.ceeol.com/search/article-detail?id=897924
- Book Discussion on Diana Mishkova, Beyond Balkanism: The Scholarly Making of a Region, Routledge, London; New York, 2019, 282pp. ISBN 978-0-8153-7670-5, în „East Central Europe“, vol. 47, nr. 2-3, 2020, pp. 395-409. (în colaborare cu Lucija Balikić); https://www.academia.edu/44658475/Diana_Mishkova_Beyond_Balkanism_the_Scholarly_Politics_of_Region_Making
- The Impact of the 1956 Hungarian Revolution on Institutional Censorship in communist Romania, în „Caietele Echinox“, no. 39, 2020, pp. 91-104; http://caieteleechinox.lett.ubbcluj.ro/wp-content/uploads/2020/11/CaieteEchinox39-2020-pp.91-104.pdf
- The Orthodox Factor in the Foreign Policy of Post-communist Romania, in Maria Toropova (ed.), Rethinking the Religious Factor in Foreign Policy, Wiesbaden, Springer-Verlag, 2021, pp. 105-127, ISBN 978-3-658-33775-9; https://www.amazon.com/Rethinking-Religious-Foreign-Politik-Religion/dp/3658337753
- The Greek Catholic Church: A Troubled Recent Past and a Painful Transitional Justice, în Lucian Turcescu and Lavinia Stan (editori), Church Reckoning with Communism in Post-1989 Romania, Lanham, MD: Lexington Books–Rowman & Littlefield, 2021, pp. 115-135, ISBN 978-1-4985-8027-4; Church Reckoning with Communism in Post-1989 Romania - 9781498580274 (rowman.com)
- The Patriarchate, the Presidency and the secret police archives: Studying religions in post-communist Romania, în James Kapaló, Kinga Povedák (editori), The Secret Police and the Religious Underground in Communist and Post-Communist Eastern Europe, London and New York, Routledge-Taylor and Francis, 2021, pp. 275-288, ISBN 9-780-367-279; https://www.routledge.com/The-Secret-Police-and-the-Religious-Underground-in-Communist-and-Post-Communist/Kapalo-Povedak/p/book/9780367279998?gclid=CjwKCAjwrNmWBhA4EiwAHbjEQDKN8g-H23zK-_Jb9zyE82QsZcdWrMmmwWpN5KbE_IV7W2x2i_7vuhoC90cQAvD_BwE#
- “The Catholic Hungarian Danger” and the Communist Offensive Against the Greek Catholic Church in Post-War Romania, 1945-1948, în András Fejérdy, Bernadett Wirthné Diera (editors), The Trial of Cardinal József Mindszenty from the Perspective of Seventy Years: The Fate of Church Leaders in Central and Eastern Europe, Città del Vaticano, Pontificio Comitato di Scienze Storiche–Libreria Editrice Vaticana, 2021, pp. 259-267, ISBN 978-88-266-0610-1. https://neb.hu/asset/phpWxjkoC.pdf
- Presidential Commission for the Analysis of the Communist Dictatorship in Romania, the Tismaneanu Commission/Comisia Prezidențială pentru Analiza Dictaturii Comuniste din România, Comisia Tismăneanu, în Lavinia Stan, Nadya Nedelsky (eds), Encyclopedia of Transitional Justice, second edition, Cambridge, Cambridge University Press, volume 3, 2023, pp. 481-486. ISBN: 9781108678537.
- Romanian Greek Catholic Church and the State: an Underground Existence during the Communist Regime, în Rainer Bendel, Robert Pech (editori), Christen und Totalitäre Herrschaft in den Ländern Ostmittel- und Südosteuropas von 1945 die 1960er Jahre, Wien-Köln, Böhlau Verlag, 2023, pp. 311-321. ISBN 9-7834-12-527-488.
- Mihail Ralea as Anti-fascist and Defender of Ethnic Minorities in Interwar Romania, în Kasper Braskén, Anders Ahlbäck (eds.), Anti-fascism and Ethnic Minorities: History and Memory in Central and Eastern Europe, London and New York, Routledge, 2024, pp. 145-164. ISBN 978-1-032-49038-0.
- Some Reflections regarding the post-1989 Historical Writing on the Greek-Catholic Church under Communism, în „Transylvanian Review“, vol. XXXII, Supplement No. 2, Winter 2023 [2024], pp. 79-98.